# Franco Rotella
Franco Rotella (Genua, 16 november 1966 - Genua, 20 april 2009) was een Italiaanse professionele voetballer, die meer dan 200 wedstrijden speelde in de Italiaanse competitie voor Genoa CFC, SPAL 1907, US Triestina, Pisa, Atalanta en US Imperia 1923. 
Hij overleed op 42-jarige leeftijd in zijn geboorteplaats Genua. Hij was al enige tijd ziek.